# Bisdom Grand Island
Het bisdom Grand Island (Latijn: Dioecesis Insulae Grandis) is een rooms-katholiek bisdom met als zetel Grand Island, in de Amerikaanse staat Nebraska. Het bisdom is suffragaan aan het aartsbisdom Omaha. 

## Geschiedenis
Het bisdom werd opgericht op 8 maart 1912, als het bisdom Kearney, uit delen van het bisdom Omaha, en was suffragaan aan het aartsbisdom Dubuque. Op 11 april 1917 veranderde het van naam naar bisdom Grand Island. De oude naam bisdom Kearney wordt sinds 1997 gebruikt als titulair bisdom. Op 4 augustus 1945 veranderde het van kerkprovincie en werd suffragaan aan het nieuw verheven aartsbisdom Omaha. 

## Parochies
Het bisdom had in 2021 een oppervlakte van 108.800 km2 en telde 280.181 inwoners waarvan 16,6% rooms-katholiek was.

## Bisschoppen
- James Albert Duffy (27 januari 1913 - 5 juni 1931)
- Stanislaus Vincent Bona (18 december 1931 - 2 december 1944)
- Edward Joseph Hunkeler (10 maart 1945 - 28 maart 1951)
- John Linus Paschang (28 juli 1951 - 25 juli 1972)
- John Joseph Sullivan (25 juli 1972 - 27 juni 1977)
- Lawrence James McNamara (10 januari 1978 - 14 oktober 2004)
- William Joseph Dendinger (14 oktober 2004 - 14 januari 2015)
- Joseph Gerard Hanefeldt (14 januari 2015 - heden)

### Titulair bisschoppen van Kearney
- Thomas Gerard Wenski (24 juni 1997 - 1 juli 2003; hulpbisschop van Miami)
- Felipe de Jesús Estévez (21 november 2003 - 27 april 2011; hulpbisschop van Miami)
- Robert Peter Deeley (9 november 2012 - 18 december 2013; hulpbisschop van Boston)
- Mario Eduardo Dorsonville-Rodríguez (20 maart 2015 - 1 februari 2023; hulpbisschop van Washington)
- Brian Alan Nunes (18 juli 2023 - heden; hulpbisschop van Los Angeles)

## Galerij van afbeeldingen

Wapen van het bisdom
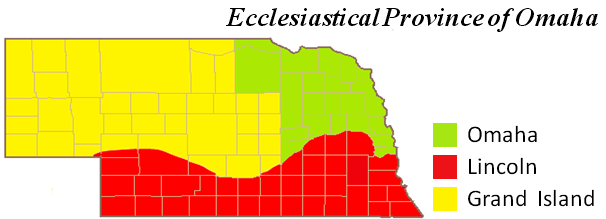
Kerkprovincie met aartsbisdom en suffragane bisdommen
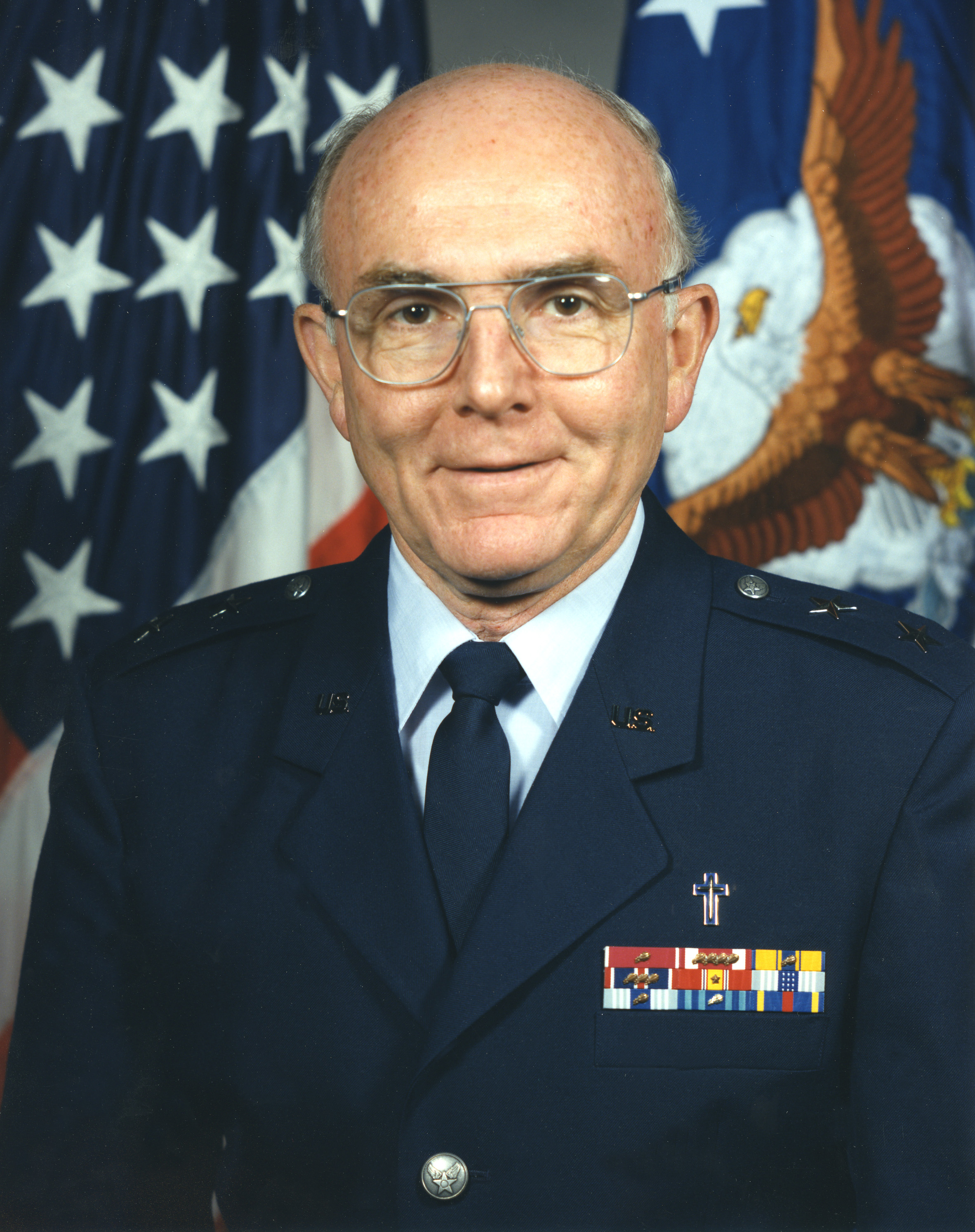
Bisschop William Joseph Dendinger (2004-2015)

Omaha (aartsbisdom) · Grand Island · Lincoln